# Дистомер
Дистоме́р (англ. distomer) — енантіомер чи хіральна сполука, певна конкретна дія якої (зокрема в біохімічних системах) є меншою в порівнянні з іншим енантіомером. Термін вживають лише щодо цієї дії, в інших випадках дистомером може бути другий енантіомер.